# Belvidere (Dakota del Sud)
Belvidere è un centro abitato (town) degli Stati Uniti d'America, situato nella contea di Jackson nello Stato del Dakota del Sud. La popolazione era di 49 persone al censimento del 2010.

## Storia
Un ufficio postale chiamato Belvidere è stato in funzione dal 1906. La città di Belvidere fu progettata nel 1907, e il nome è un omaggio a Belvidere, nell'Illinois, la città natale di una grande parte dei primi abitanti.

## Geografia fisica
Belvidere è situata a 43°49′56″N 101°16′20″W (43.832243, -101.272285).

## Società

### Evoluzione demografica
Secondo il censimento del 2010, c'erano 49 persone.

### Etnie e minoranze straniere
Secondo il censimento del 2010, la composizione etnica della città era formata dall'85,7% di bianchi e l'14,3% di nativi americani. Ispanici o latinos di qualunque razza erano il 2,0% della popolazione.